# Републикански път III-6372
Републикански път IIІ-6372 е третокласен път, част от Републиканската пътна мрежа на България, преминаващ по територията на Пернишка и Кюстендилска област. Дължината му е 35,1 km.
Пътят се отклонява надясно при 5 km на Републикански път III-637 северозападно от село Вукан и се насочва на югозапад, нагоре по долината на река Лишковица (десен приток на Ерма). След като премине през селата Костуринци и Стайчовци завива на юг, преодолява 1100-метрова седловина, свързваща Боховска планина на запад и Еловишка на изток и започва слизане надолу по долината на река Меланищица (ляв приток на Треклянска река, от басейна на Струма). След село Долна Мелна пътят продължава надолу, вече по долината на Треклянска река, минава през село Дълга лука и навлиза в Кюстендилска област. Тук преминава през село Косово и в центъра на село Трекляно отново се свързва с Републикански път III-637 при неговия 38,4 km.
| Пътища, отклоняващи се надясно (населено място, № на пътя, посока на пътя) | km   | Пътища, отклоняващи се наляво (посока на пътя, № на пътя, населено място) |
| -------------------------------------------------------------------------- | ---- | ------------------------------------------------------------------------- |
| Община Трън, Област Перник, III-637, 5 km →                                | 0,0  | → 5 km, III-637, Област Перник, Община Трън                               |
| с. Костуринци                                                              | 2    | с. Костуринци                                                             |
| с. Костуринци                                                              | 4,1  | → с. Костуринци, общински път (за с. Еловица)                             |
| (за с. Лешниковци) общински път, с. Стайчовци ←                            | 6    | с. Стайчовци                                                              |
| (за с. Горна Мелна) общински път ←                                         | 14,7 |                                                                           |
|                                                                            | 15,2 | → общински път (за с. Лева река)                                          |
| (за с. Къшле) общински път, с. Долна Мелна ←                               | 18,3 | с. Долна Мелна                                                            |
| с. Дълга лука                                                              | 22,9 | с. Дълга лука                                                             |
| Община Трекляно, Област Кюстендил                                          | 24,5 | Област Кюстендил, Община Трекляно                                         |
| с. Косово                                                                  | 28,5 | с. Косово                                                                 |
| (за с. Средорек) общински път, с. Трекляно ←                               | 34,3 | с. Трекляно                                                               |
| (до с. Драговищица) III-637, 325,6 km, с. Трекляно ←                       | 35,1 | ← с. Трекляно, 38,4 km, III-637 (от 54 km на II-63)                       |